# Усаин, Клаудио
Кла́удио Усаи́н (исп. Claudio Husaín; род. 20 ноября 1974, Сан-Хусто) — аргентинский футболист, выступавший на позиции опорного полузащитник. Шестикратный чемпион Аргентины, обладатель Кубка Либертадорес и Межконтинентального кубка, участник чемпионата мира 2002 года.

## Клубная карьера
Профессиональную карьеру Усаин начал в клубе «Велес Сарсфилд», в основной команде которой дебютировал в 1993 году, в «Велес Сарсфилд» он провёл лучшие годы своей карьеры, завоевав вместе с клубом ряд международных кубков и трижды став чемпионом Аргентины. В 2000 году он за $6 млн перешёл в итальянскую «Парму», но сразу был отдан в аренду клубу «Ривер Плейт», в счёт оплаты долга за приобретение Эрнана Креспо. Вскоре он был выкуплен другим итальянским клубом «Наполи», но и в нём он не задержался надолго и вновь вернулся в «Ривер Плейт». После 2004 года Усаин сменил несколько латиноамериканских клубов, нигде надолго не задерживаясь, и успев кроме Аргентины, поиграть также в чемпионатах Мексики, Уругвая и Чили. Завершил карьеру в 2010 году в чилийском «Аудакс Итальяно».

## Карьера в сборной
В составе национальной сборной Аргентины Усаин провёл 14 матчей, в которых забил 1 гол. Принимал участие в чемпионате мира 2002 года, а также Кубках Америки 1997 и 1999 годов.

## Личная жизнь
Усаин имеет ливанские корни и за характерную внешность носил прозвище El Turco (Турок). Его младший брат Дарио Усаин так же был профессиональным футболистом.

## Достижения
Велес Сарсфилд
- Чемпион Аргентины: 1995 Апертура, 1996 Клаусура, 1998 Клаусура.
- Обладатель Кубка Либертадорес: 1994
- Межконтинентального кубка: 1994
- Обладатель Суперкубка Либертадорес: 1996
- Победитель Рекопы Южной Америки: 1997

Ривер Плейт
- Чемпион Аргентины: 2002 Клаусура, 2003 Клаусура, 2004 Клаусура.